# Nordrheda-Ems
Nordrheda-Ems ist ein Stadtteil von Rheda-Wiedenbrück im Kreis Gütersloh in Nordrhein-Westfalen. Bis 1969 war Nordrheda-Ems eine Gemeinde im Kreis Wiedenbrück.

## Geschichte
Die beiden Bauerschaften Ems und Nordrheda gehörten bis 1808 zur Herrschaft Rheda und kamen nach den Napoleonischen Kriegen 1816 zum neuen Kreis Wiedenbrück in der preußischen Provinz Westfalen. Dort bildeten sie die Gemeinde Nordrheda-Ems im Amt Rheda. Die Gemeinde bestand aus zwei nicht zusammenhängenden Gebieten; der Bauerschaft Nordrheda nordöstlich und der Bauerschaft Ems südwestlich der Stadt Rheda. Beide Bereiche waren landwirtschaftlich geprägte Streusiedlungen und besaßen keinen eigenen Ortskern. Nachdem die Stadt Rheda 1862 die Städteordnung erhielt und damit aus dem Amt Rheda ausschied, war Nordrheda-Ems die einzige Gemeinde des Amtes Rheda. Sie wurde von der Stadt Rheda mitverwaltet. Das Amt Rheda wurde 1934 aufgehoben, wodurch die Gemeinde Nordrheda-Ems amtsfrei wurde.
Durch das Gesetz zur Neugliederung des Kreises Wiedenbrück und von Teilen des Kreises Bielefeld wurde der größte Teil von Nordrheda-Ems zum 1. Januar 1970 eine Ortschaft der Stadt Rheda-Wiedenbrück. Einige Flurstücke aus dem Rhedaer Forst in der Umgebung des Wapelbads kamen zur Stadt Gütersloh. 2004 wurde durch Beschluss der Stadt Rheda-Wiedenbrück der Ortschaftsstatus von Nordrheda-Ems aufgehoben. Nordrheda-Ems gehört seitdem zum Ortsteil Rheda und hat keinen eigenen Ortsvorsteher mehr.

### Einwohnerentwicklung
| Jahr | Einwohner | Quelle |
| ---- | --------- | ------ |
| 1820 | 596       | [ 7 ]  |
| 1843 | 515       | [ 8 ]  |
| 1864 | 554       | [ 9 ]  |
| 1885 | 530       | [ 10 ] |
| 1895 | 500       | [ 11 ] |
| 1910 | 543       | [ 12 ] |
| 1925 | 644       | [ 13 ] |
| 1933 | 633       | [ 13 ] |
| 1939 | 558       | [ 13 ] |
| 1946 | 743       | [ 14 ] |
| 1961 | 705       | [ 15 ] |